# 強制投票
強制投票是强制公民領票、投票，或到達投票所報到的措施。因為秘密投票，強制投票措施無法禁止公民投下無效票。如果合資格選民不前住投票所報到，其可被罰款，失去社會服務資格，或可被監禁。實施強制投票的選舉或公投之投票率一般极高。

立法強制投票并執行的國家
立法強制投票但違法不究的國家
立法強制投票并執行的國家（只包括男性）
立法強制投票但違法不究的國家（只包括男性）
曾經有強制投票法律的國家

## 歷史
把投票視為公民責任的思想可以追溯到雅典古典民主時代。當時的投票方法仍然是自願的，然而依照阿里斯托芬的一齣話劇《阿卡奈人》（The Acharnians）中所描述，一些人好似被強迫帶到議事場地一樣。這個安排與現代的強制投票大為不同。

## 支持理由
依義務說或權利義務說，投票也是人民義務，因此採強制投票。最常用來支持強制投票的理由是，強制投票可以提高公民的參與，確保國家可以代表所有公民，而不僅是只代表那些願意投票的公民。這也迫使政府去關心那些政治不活躍的人士。另外投票也被視為公民責任，一如繳稅一樣。公民有責任繳稅及成為陪審員，因此公民也有責任投票。
強制投票下的政治領袖有時也會聲稱他們的當選，比起沒有有強制投票下的當選者較有合法性。這是因為高投票率的緣故。
基於上述支持理由，強制投票措施通常也有便利投票的措施，例如投票只在週六或週日舉行，減少因公不能投票的可能。設立流動投票箱可以令年老，行動不便或因病留院的人士投票。設立郵遞投票則可便利因公外出的人士投票。

## 反對理由
依權利說，投票是人民權利，因此投票與否自行決定。反對強制投票的理由視投票並非責任，而是權利。要落實這個權利，公民應有權決定投票，亦有權決定不投票；此論點主張投票权不意味强制投票正如言論自由，並不意味強迫發言或很多地區都提供基本醫療服務，但少地區強迫買醫療保險或強迫保健一樣。
一些宗教或教派（例如耶和華見證人）認為信眾不應參與世俗政治事務，強迫投票措施就形成傷害他們的宗教自由。不過，在立法強迫投票時，可以指明以宗教理由得免罪。
新自由主義者認為，強制投票的法律是侵犯個人自由，而任何罰款，監禁或懲罰都是壓迫性的，如同「徵稅就是小偷」一樣。
也有一些反建制主張認為，不投票行為是反映他們對整個建制的不滿，因此投什麼對他們都是不適當的。

## 作用
強制投票也會令政治團體加強向一些未有政治意向人士拉票。一方面有論點認為這樣妨礙極端主義（因為沒政治主張者一般不支持極端主張），但另一方面亦有論點認為這會令投票水準下降，因為投票者對政治未有認識便被迫投票，也有可能助長極端。

## 外部連結
- 何子倫支持台灣實施強制投票的觀點，2009-1-4 閱 （页面存档备份，存于）